# Castello di Menthon-Saint-Bernard
Il castello di Menthon-Saint-Bernard è un castello medioevale situato nel comune di Menthon-Saint-Bernard, 12 km a sud di Annecy, nel dipartimento dell'Alta Savoia.
Posto su una rocca alta 200 metri, ha le torri che guardano verso il lago di Annecy, la riserva naturale nazionale Roc de Chère, e Menton-Saint-Bernard. Sin dal 1989 è nell'elenco dei monumenti storici del Ministero francese della cultura.

## Storia
La prima fortezza fu costruita nel X secolo, attorno al 923; in origine era un semplice posto di guardia in legno, situato su un promontorio che dominava l'antica strada romana e il lago di Annecy. L'edificio attuale fu costruito tra il XIII e il XIX secolo.
San Bernardo di Mentone, il patrono degli sciatori, nacque nel castello nell'XI secolo (1008). In seguito fondò l'hospice al Passo del Gran San Bernardo e abbazie sulle montagne.
Dal 1180 il castello fu abitato dalla famiglia Menthon; l'origine della famiglia è incerta, venivano però dalla Borgogna e acquisirono il grado di potenza feudale. Dopo il loro arrivo costruirono le tre grandi torri squadrate.
Durante il Rinascimento la fortezza fu trasformata in una residenza sontuosa, sede della Baronia di Mentone. Si costruirono appartamenti tra le torri e la famiglia Menhon acquistò un gran quantità di mobilio.
L'aspetto generale del castello rimase invariato fino al 1740, quando furono eseguite modifiche per migliorare il comfort. Vennero aggiunte stanze luminose sul lato che si affaccia al lago, con vista dalle quattro finestre.
Nel XIX secolo, tra il 1860 e il 1890, il castello fu restaurato dal conte René de Menthon, discepolo fervente di Viollet-le-Duc, che diede al castello l'aspetto attuale.
François de Menthon, padre del conte attuale, era avvocato e membro della Resistenza francese, e rappresentò la Francia al processo di Norimberga. Egli lavorò per la creazione di un'Europa unita e fu ministro della Giustizia sotto Charles de Gaulle.

## Turismo
Il castello di Mentone ha 105 stanze su quattro livelli; i visitatori possono ammirare le stanze ammobiliate magnificamente, in particolare la camera della Contessa, le cucine del XIII secolo e la grande sala, mirabilmente decorate con dipinti e mobili antichi del periodo dal XVI al XIX secolo, mobili stile Luigi XIII e Luigi XIV e arazzi Gobelins del 1730.
La grande libreria contiene più di 12.000 opere, incluso l'incunambulum e antichi manoscritti su pergamena, con illustrazioni di monaci medioevali. I libri sono del XVI, XVII e XVIII secolo.
Il castello è aperto al pubblico da maggio a settembre; durante l'estate i visitatori aumentano in quanto un gruppo di attori fa rivivere il passato del castello. Ogni anno ci sono circa 40.000 visitatori.